# Orava (loď)
Orava (loď) byla obchodní loď vyrobená v loděnici ve Warnemünde v NDR. Plavila se pod československou vlajkou v letech 1959 až 1965, byla ovšem vyrobená pro Čínu (která nesměla řadu let námořní plavbu provozovat) a za její peníze. Posádku tvořilo 52 mužů. 

## Stavba a parametry lodě

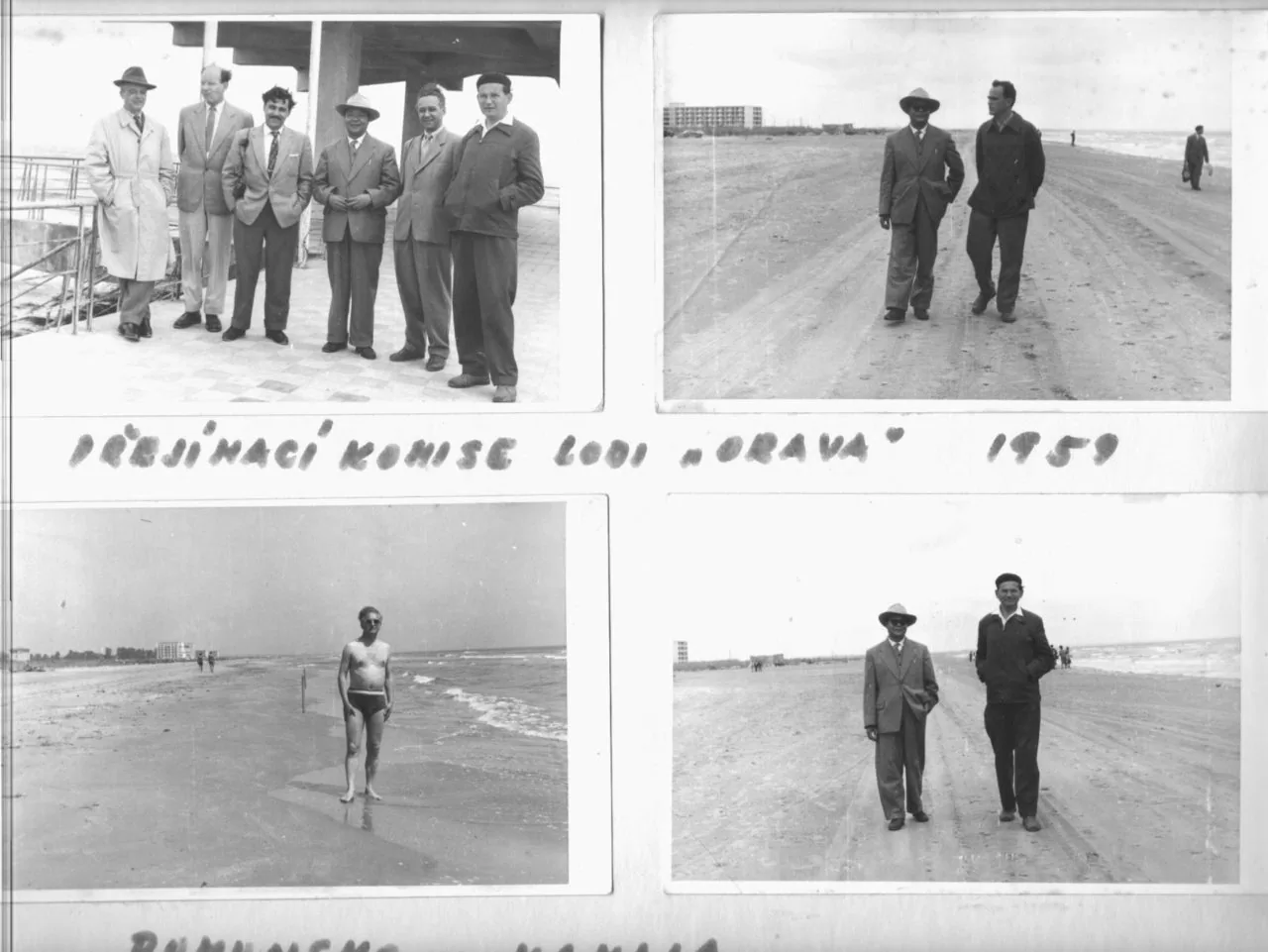
Přijímací komise lodi Orava

Loď postavili východní Němci v loděnicích u Warnemünde na zakázku čínského rejdařství China Ocean Shipping Agency. Byla kopií lodi Dukla, postavenou o rok dříve, tedy dlouhá 157,6 metru, hrubá prostornost 6 503 BRT, nosnost 10 070 DWT, ponor až 9 metrů.. Původně se jmenovala Žeromski, protože měla být lodí určenou pro čínsko-polskou společnost Chipolbrock, pak byla předána Československu. Poháněly ji čtyři vznětové motory s výkonem 5 882 kW, které byly se dvěma lodními šrouby spojeny převodovými skříněmi. Dokázala vyvinout cestovní rychlost 16 uzlů. Byla vybavena prostornými a dobře vybavenými kajutami, salonem i důstojnickou jídelnou. Její součástí byly i chladírenské komory.

## Vyřazení
Byla vyřazena z evidence Československé námořní plavby v roce 1965 po 26 plavbách. Loď spolu s několika dalšími převzala Čínská lidová republika v rámci vyrovnání jejích předchozích investic a přejmenovala ji na Lan–zhou.